# Woodcrest, Kalifornien
Woodcrest är en ort (CDP) i Riverside County, i delstaten Kalifornien, USA. Enligt United States Census Bureau har orten en folkmängd på 14 347 invånare (2010) och en landarea på 29,6 km².